# ニューヨーク (戦艦)
ニューヨーク (USS New York, BB-34) は、アメリカ海軍の戦艦。ニューヨーク級のネームシップ。艦名はニューヨーク州にちなむ。この名を持つ艦としては5隻目。

## 艦歴
「ニューヨーク」は1911年9月11日にニューヨークのブルックリン海軍工廠で起工。1912年10月30日にエルシー・コールダーによって命名、進水し、1914年4月15日に初代艦長トーマス・S・ロジャース大佐の指揮下就役した。
就役後間もなくフランク・F・フレッチャー少将の旗艦となり、1914年のメキシコとの紛争でベラクルスの封鎖、占領に参加した。その後、第一次世界大戦の勃発と共に大西洋岸での艦隊作戦に参加するため、北へ向かった。
第一次世界大戦へのアメリカ合衆国の参戦に際して、ニューヨークはヒュー・ロッドマン少将率いる第9戦艦部隊の旗艦として、北海でイギリス海軍艦隊を指揮することとなる。1917年12月7日にスカパ・フローに到着すると、アメリカ戦艦群は独自の部隊を構成し、海上封鎖及び商船護衛任務に従事した。その存在は連合国艦隊に大きな役割を果たし、ドイツ軍に対する優勢を誇ることとなった。「ニューヨーク」はヨーロッパでの任務期間に2度Uボートに遭遇している。
第一次世界大戦への従軍中に、「ニューヨーク」は各国の王族、高官の訪問を多数受け、また戦争の中で最も劇的な瞬間、1918年11月21日のドイツ大洋艦隊のフォース湾での降伏にも臨席した。ヨーロッパにおける最後の任務はパリ講和会議に出席するウッドロウ・ウィルソン大統領が乗る「ジョージ・ワシントン (USS George Washington)」の護衛任務であった。
艦隊演習および単独訓練、補修を繰り返し、「ニューヨーク」は1919年春にカリブ海での訓練を行い、同年夏はサンディエゴで太平洋艦隊に合流。同港を母港として16年活動した。ハワイ沖及び西海岸で訓練を行い、短期間の任務やオーバーホール時には大西洋、カリブ海に戻ることとなった。1937年5月20日、「ニューヨーク」はヒュー・ロッドマン提督を乗せジョージ6世戴冠記念観艦式へアメリカ海軍代表として参加した。
続く3年にわたって「ニューヨーク」は海軍士官学校生を乗せてヨーロッパ、カナダ及びカリブ海への訓練巡航を行った。1941年7月にはアイスランドへの船団護衛を行い、その後アルゼンチン、ニューファンドランドを訪れ新しいアメリカ軍基地の防備に従事した。アメリカ合衆国が第二次世界大戦に巻き込まれると、「ニューヨーク」は大西洋の輸送船団護衛に当たり、アイスランドやスコットランドに向かう輸送船をUボートから警護した。
「ニューヨーク」は北アフリカ侵攻作戦に際して、1942年11月8日にモロッコのサフィに艦砲射撃を行い上陸部隊を支援した。その後カサブランカから輸送艦隊の護衛を行い、続いてチェサピーク湾で戦艦及び駆逐艦の射手に対する砲術訓練を行った。同任務は1944年6月10日まで行われ、その後士官候補生を乗せて3度の訓練巡航を行った。
「ニューヨーク」は11月21日に西海岸を出航、サンペドロに12月6日到着し、上陸作戦に備えて砲撃訓練を行った。サンペドロを1945年1月12日に出航して真珠湾に向かい、その後スクリューの損傷を調査するためエニウェトク環礁へ向かった。速力に問題があったものの、硫黄島攻略部隊に加わりサイパン島沖で演習を行った。2月16日には硫黄島に対し侵攻前の艦砲射撃を実施した。続く3日間にわたって、「ニューヨーク」は同任務に従事した他の艦よりも多くの砲弾を発射し、古参兵が何をなすことができるのかを証明するかのように、その14インチ砲で敵弾薬集積所に対する直撃弾を与えた。
硫黄島海域を離れた「ニューヨーク」は、マヌス島でスクリューを修理しその速力を回復した。3月27日に沖縄海域に到着し続く76日間に渡って作戦に従事した。侵攻前の艦砲射撃および上陸部隊への援護射撃を行ったが、無傷ではすまなかった。4月14日に特攻機が突入し、カタパルトと艦載機に損害を受けた。「ニューヨーク」は6月11日に沖縄を離れ、真珠湾へ向かった。
1945年、「ニューヨーク」の乗組員は、頭上高く飛んでいる銀色の球体を発見し、日本の風船兵器ではないかと考えた。艦長はこれを撃墜するよう命じたが、どの砲も命中させることができなかった。ようやく航海士が金星を攻撃していることに気付いた。
「ニューヨーク」は真珠湾で日本本土侵攻作戦の準備を行った。戦争が終了すると、帰還兵を帰国させその補充兵を運ぶ任務に就いた。9月29日に真珠湾を出航し10月19日にニューヨークに到着した。そこで「ニューヨーク」はクロスロード作戦に使用される標的艦としての準備を行った。1946年3月4日に西海岸を出航してサンフランシスコに向かい、サンフランシスコは5月1日に出航、真珠湾とクェゼリン環礁を経由してビキニ環礁には6月15日に到着した。7月1日に行われた水上実験および25日の水中実験を耐え抜いた「ニューヨーク」は、クェゼリン環礁に牽引されそこで1946年8月29日に解役された。その後真珠湾に牽引、2年間にわたって研究され、1948年7月8日に40マイル沖合で標的艦として艦艇、航空機による8時間にも及ぶ攻撃の後に沈められた。
「ニューヨーク」は第二次世界大戦の戦功により3個の従軍星章を受章した。